# 앵글리즈채 투르크어
앵글리즈채 또는 앵글 투르크어는 투르크어족킵차크어에 속하는 언어이며, 키릴 문자를 쓰고 있다. 문자는 러시아어에는 없는 문자인ä,š,į,ö,è에 음차한 키릴 문자를'쓰고 있다.

## 간단한 회화
키릴문자를 로마자로 풀어쓴 것
1. bir비르
2. ikki이키
3. üç위스
4. tört퇴르트
5. bįs비스
6. Alta알타
7. jetti제티
8. sekiz세키즈
9. doquz도쿠즈
10. On온

나:men,그,그것,그녀:sen그들:ol , 우리:biz,너:sizder 또는 Olar
민,센,올,비즈,시즈데르,올라르

## 문자
바시키르어와 유사하다

## 사용 국가
카자흐스탄과 키르기스스탄, 우즈베키스탄에서 사용되고 있다. 아프가니스탄에서는 아랍 문자를 사용해서 쓴다.